# 인도코브라
인도코브라(Indian cobra)는 흔히 아시아코브라(Asian cobra)라고도 알려져 있으며, 코브라과에 속하는 독사의 일종이다. 이 종은 인도 아대륙이 원산지이며 인도에서 가장 많은 뱀에 물린 사례를 일으키는 "사대독사" 종에 속한다.
이 코브라는 단형 속 킹코브라속에 속하는 킹코브라와는 다르다. 인도코브라는 인도 신화와 문화에서 숭배되며 뱀의 매력적인 모습을 자주 볼 수 있다.

## 묘사
인도코브라는 적당한 크기의 무거운 몸을 가진 종이다. 이 코브라 종은 비교적 크고 꽤 인상적인 후드로 쉽게 식별할 수 있으며, 위협을 받으면 확장된다.
많은 표본에서 후드 자국이 나타낸다. 이 후드 자국은 인도코브라 후드의 뒷면 (등쪽 표면)에 있다. 후드 자국이 있을 때 곡선으로 연결된 두 개의 원형 안점 패턴으로 구성되어 안경의 이미지를 연상시킨다.
이 종은 머리가 타원형이고 함몰되어 있으며 목과 매우 약간 구별된다. 주둥이는 짧고 둥글며 큰 콧구멍이 있다. 눈의 크기는 중간이고 동공은 둥글다. 대부분의 성체 표본의 길이는 1~1.5m이다. 일부 표본, 특히 스리랑카 표본은 길이가 2.1~2.2m까지 자랄 수 있지만 비교적 드문 경우이다.

### 확장
등쪽 비늘은 부드럽고 강하게 경사진다. 몸통 비늘은 23열 (21~25개)로 이루어져 있으며 171~197개의 복측 비늘이 있다. 48~75개의 꼬리 아래쪽 꼬리가 나뉘며 항문 방패는 단일한다. 위쪽 꼬리 부분은 7개 (세 번째로 크고 비강과 앞쪽으로 접촉, 세 번째와 네 번째 눈과 접촉), 9~10개의 아래쪽 꼬리 부분 (네 번째와 다섯 번째 아래쪽 꼬리 부분 사이에 작은 각도의 결절 눈금이 있음)과 내부와 접촉하는 전안경 1개, 후안경 3개이고, 측두는 2 + 3이다.

## 분포 및 서식지
인도코브라는 인도 아대륙이 원산지이며 인도, 파키스탄, 스리랑카, 방글라데시, 네팔 남부 전역에서 발견될 수 있다. 인도에서는 카슈미르의 일부 지역인 아삼주에서 발생할 수도 있고 발생하지 않을 수도 있으며, 2,000m가 넘는 높은 고도와 극심한 사막 지역에서는 발생하지 않다. 파키스탄에서는 발루치스탄주 대부분, 카이베르파크툰크와주 일부, 기타 사막 지역 및 길기트발티스탄에서는 발견되지 않았다. 가장 서쪽에 있는 지역은 파키스탄의 발루치스탄주 두키구에서, 가장 동쪽에 있는 지역은 방글라데시의 탕가일구에서 발견되었다. 이 종은 치트랄 계곡의 드로시에서 관찰되었기 때문에 아프가니스탄 동부의 카불강 계곡에서도 발생할 수 있다. 부탄에서 이 종에 대한 보고가 적어도 한 건 이상 있었다.
인도코브라는 지리적 범위 전반에 걸쳐 광범위한 서식지에서 서식한다. 울창하거나 탁 트인 숲, 평야, 농경지 (논, 밀 작물), 암석 지형, 습지에서 발견되며, 해발 고도 2,000m에 이르는 마을과 도시 외곽과 같이 인구가 많은 도시 지역에서도 발견된다. 이 종은 실제 사막 지역에는 없다. 인도코브라는 종종 물 근처에서 발견된다. 선호되는 은신처는 제방, 나무 구멍, 흰개미 언덕, 바위 더미 및 작은 포유류 밀도이다.

## 번식
인도코브라는 난생이며 4월에서 7월 사이에 알을 낳는다. 암컷 코브라는 보통 쥐구멍이나 흰개미 언덕에 10~30개의 알을 낳으며 48~69일 후에 알이 부화한다. 부화한 알의 길이는 20~30cm이다. 부화한 알은 태어날 때부터 독립적이며 완전히 기능하는 독샘을 가지고 있다.